# Action medeor
action medeor e. V. (medeor: lat. „ich heile“) ist das nach eigenen Angaben größte Medikamenten-Hilfswerk Europas und setzt sich als „Notapotheke der Welt“ mit Medikamenten und medizinischen Geräten, mit Entwicklungshilfeprojekten und pharmazeutischer Fachberatung für die Gesundheitsversorgung der Menschen in Entwicklungsländern ein.

## Geschichte

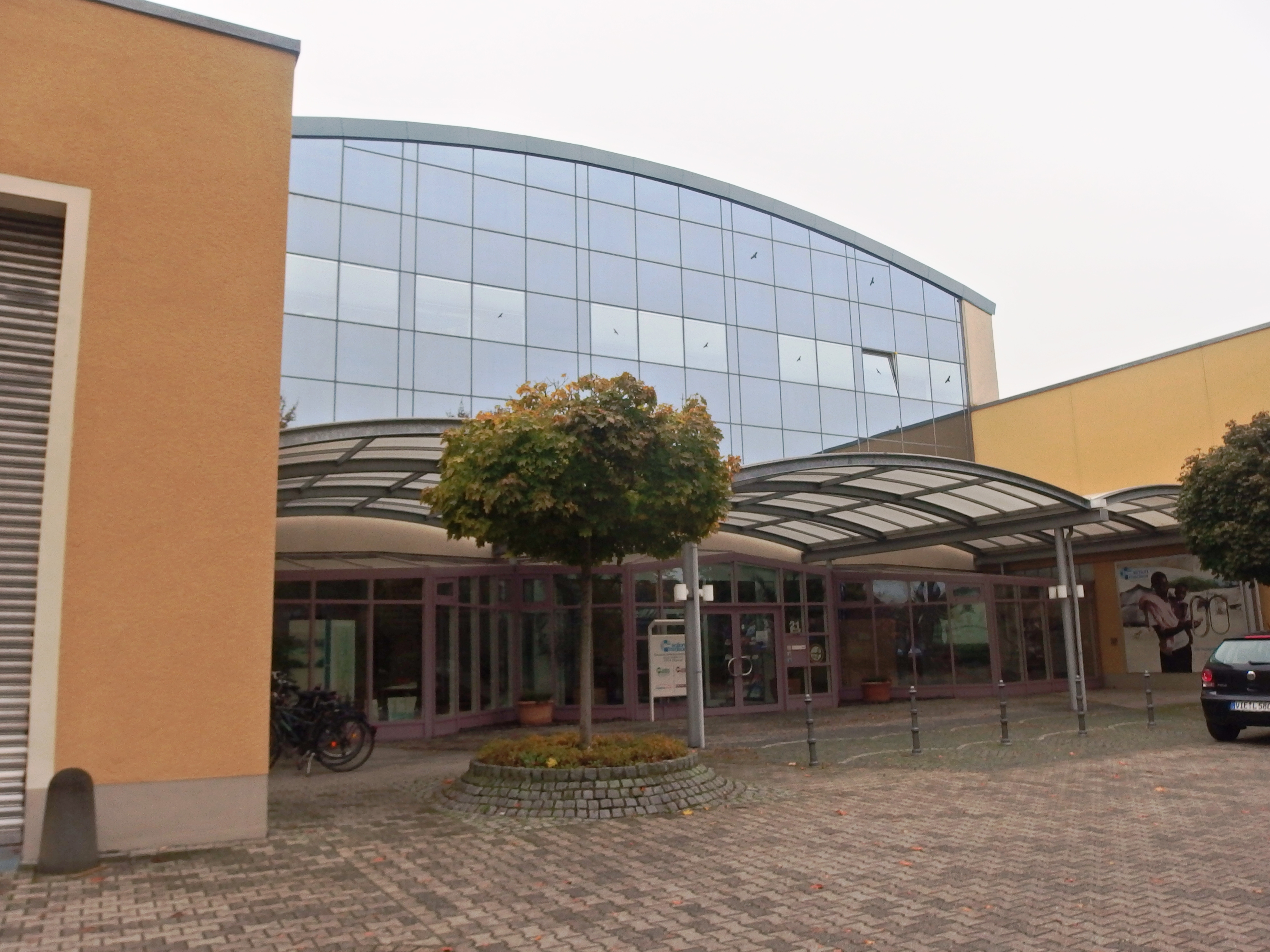
Hauptverwaltung in Tönisvorst

Am 13. August 1964 wurde die Organisation von Ernst Boekels in Tönisvorst-Vorst gegründet, wo sich bis heute der Sitz des Vereins befindet. In der Anfangszeit wurden zunächst Medikamente gesammelt, sortiert und an Gesundheitsstationen ins Ausland geschickt. Da die gespendeten Medikamente oft nicht dem Bedarf der Gesundheitsstationen entsprachen, wurde 1967 entschieden, selbst die benötigten Generika herzustellen.
Im Jahr 1974 wurde die erste, 2.000 m² große Lagerhalle für Medikamente errichtet. Im Jahre 1988 ermöglichte das Vermächtnis von Else Eberle den Ausbau und die Verdopplung der Lagerfläche.
2005 wurde action medeor International Healthcare gGmbH gegründet, eine Niederlassung von action medeor in Tansania, die über Niederlassungen mit eigenen Medikamentenlagern in der Hauptstadt Daressalam sowie in Masasi, Makambako und Kibaha Gesundheitseinrichtungen im Land mit Medikamenten und medizinischem Material versorgt. In Kibaha wurde 2023 eine eigene Produktionsstätte für Labor-Reagenzien eröffnet.
Seit 2015 existiert auch Malawi eine eigene Niederlassung von action medeor mit Standorten in der Hauptstadt Lilongwe sowie in Blantyre im Süden des Landes
action Medeor hat sich auch dem Bündnis Aktion Deutschland Hilft angeschlossen.
2014 feierte action medeor 50-jähriges Jubiläum.
Seit dem Beginn des Krieges in der Ukraine im Februar 2022 hilft action medeor auch dort. In einer ersten Aktion wurden 11 Tonnen Verbandsmaterial, Spritzen, Handschuhe und Infusionslösungen geliefert. Hauptziel ist das Krankenhaus in Ternopil, wo viele kranke Flüchtlinge und verletzte Soldaten behandelt werden. Weitere Lieferungen sind in Vorbereitung.

## Organisation und Arbeitsbereiche

### Zahlen
Seit 1964 hat der Verein über 10.000 Gesundheitsstationen in 140 Ländern versorgt. Im 4.000 m² großen Medikamentenlager in Tönisvorst werden über 200 verschiedene Medikamente und über 400 medizinische Bedarfsartikel bevorratet. Dort stehen auch Notfallpakete bereit, die im Falle einer Katastrophe innerhalb von 24 Stunden in die Krisenregion verschickt werden können.

### Leitung
Der Vorstand setzt sich zusammen aus Sprecher Sid Peruvemba und dem erweiterten Vorstand, bestehend aus Kerstin Steuler und Angela Zeithammer. Ehrenamtlicher Präsident des Vereins ist Siegfried Thomaßen, stellvertretender Präsident Thomas Menn.

### Aufgaben
Die Arbeit von action medeor beruht auf vier Säulen:

#### Medikamentenhilfe
Der Verein beliefert Krankenhäuser und Gesundheitsstationen in Afrika, Lateinamerika und Asien mit medizinischem Equipment und Medikamenten, die laut der Weltgesundheitsorganisation elementar für die medizinische Grundversorgung sind. Bei den Arzneimitteln handelt es sich entweder um Generika, die im Auftrag von action medeor hergestellt werden, oder um aus der pharmazeutischen Industrie gespendete Ware. Die Medikamente werden zum Selbstkostenpreis an die Gesundheitsstationen abgegeben oder über Spenden finanziert.

#### Not- und Katastrophenhilfe

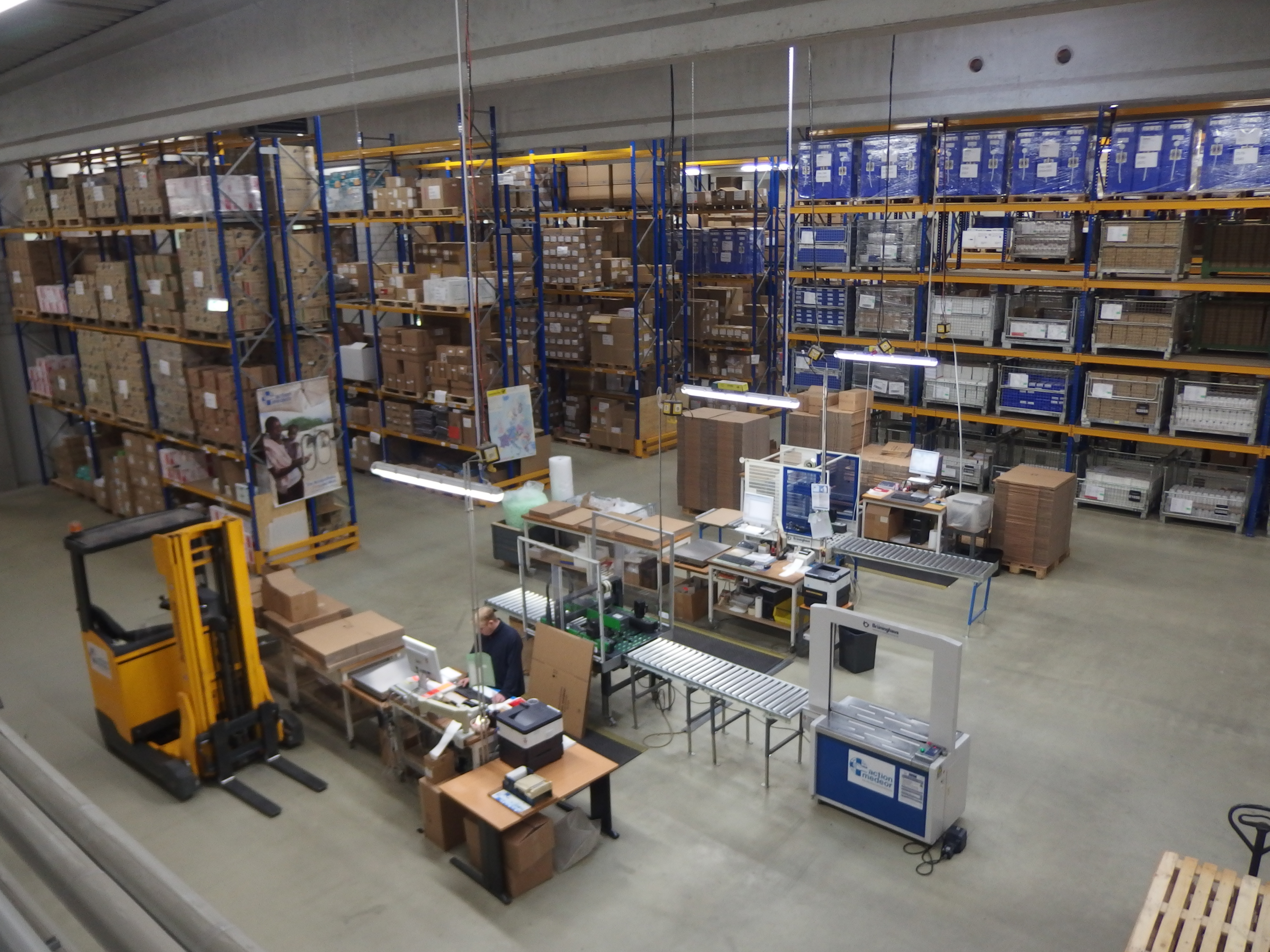
Medikamentenlager

In humanitären Krisensituationen sendet die Organisation Hilfslieferungen mit Medikamenten und medizinischem Equipment in die betroffenen Regionen. Im Medikamentenlager in Tönisvorst stehen permanent Notfallpakete bereit, die innerhalb von 24 Stunden verschickt werden können. Die sogenannten Emergency Health Kits enthalten u. a. Basismedikamente wie Schmerzmittel, Antibiotika, Infusionslösungen und Wasserentkeimungstabletten sowie Verbandsmaterialien. In Zusammenarbeit mit Partnerorganisationen im Katastrophengebiet koordiniert action medeor auch die Medikamentenverteilung.
Im Rahmen des Bürgerkriegs in Syrien versendet action medeor seit 2012 regelmäßig Hilfslieferungen in das Kriegsgebiet und in Flüchtlingslager im syrisch-türkischen Grenzgebiet, außerdem werden in Zusammenarbeit mit lokalen Organisationen Krankenhäuser und Gesundheitseinrichtungen unterstützt. Nach dem Erdbeben in Nepal 2015 schickte das Medikamentenhilfswerk Hilfsgüter in die betroffenen Regionen und eröffnete vor Ort eine Medikamenten-Verteilerstation. Gemeinsam mit I.S.A.R. Germany errichtete action medeor während der Ebolafieber-Epidemie 2014 eine mobile Isolierstation in Monrovia. Auch in der Nothilfe nach Zyklon Idai im Jahr 2019 unterstützte action medeor sowohl aus dem Medikamentenlager in Deutschland, als auch aus den Niederlassungen in Tansania und Malawi mit medizinischen Hilfsgütern.

#### Entwicklungszusammenarbeit
Gemeinsam mit lokalen Partnerorganisationen führt die Organisation Gesundheitsprojekte in Afrika, Lateinamerika und Asien durch. Schwerpunkte der Projektarbeit sind der Aufbau einer stabilen Basisgesundheitsversorgung, die Bekämpfung von Infektionskrankheiten wie Malaria und HIV/Aids, die Verbesserung der Mutter-Kind-Gesundheit und Aufklärung im Bereich Wasser und Hygiene sowie Krankheitsprävention. Im Rahmen der Entwicklungszusammenarbeit fördert action medeor auch die Ausbildung von Fachpersonal und Gesundheitshelfern, wie beispielsweise durch den Aufbau einer Hebammenschule in Sierra Leone.

#### Pharmazeutische Fachberatung
Die Organisation fördert die Verbesserung des Zugangs zu Arzneimitteln in Entwicklungsländern. Zu diesem Zweck unterstützt das Medikamentenhilfswerk die Aus- und Weiterbildung von pharmazeutischem Fachpersonal, z. B. über Kooperationen mit den Universitäten in Daressalam und Kumasi. Weitere Maßnahmen sind Beratungen und Schulungen zur Arzneimittelherstellung, die Konzeption und der Bau von Produktionsstätten für Basismedikamente und die Aufrüstung von Entwicklungs- und Kontrolllaboratorien.

## Botschafterin Anke Engelke
Seit 2003 unterstützt Schauspielerin und Moderatorin Anke Engelke die Vereinsarbeit. Als Werbebotschafterin besucht sie Hilfsprojekte vor Ort, zuletzt in Malawi im Jahr 2017. Engelke ist insbesondere in der Malariahilfe engagiert. Als Prominenten-Kandidatin hat sie in der RTL-Quizshow Wer wird Millionär? bereits 1,75 Millionen Euro für action medeor erspielt, zuletzt 500.000 Euro im Juni 2015.

## Mitgliedschaften und Bündnisse
Der Verein ist Mitglied in folgenden Bündnissen: Aktion Deutschland Hilft, Aktionsbündnis gegen AIDS, Bundesverband der Arzneimittel-Hersteller, Bundesverband Deutscher Stiftungen, Deine Stimme gegen Armut, Deutsches Institut für Ärztliche Mission (Difäm), Gemeinsam für Afrika, Medicus Mundi International, Verband Entwicklungspolitik deutscher Nichtregierungsorganisationen (VENRO) und dem WASH-Netzwerk.

## Veranstaltungen
Seit 2015 findet jährlich im April der Apfelblütenlauf statt, organisiert u. a. von der Stadt Tönisvorst. Alle Lauf-Teilnehmer spenden dabei mit ihrer Anmeldegebühr einen Teil an action medeor, zuletzt wurde im Jahr 2017 ein Betrag von über 10.000 Euro gespendet.